# Семён Дежнёв (фильм)
«Семён Дежнёв» — советский фильм режиссёра Николая Гусарова. Вышел на экраны в 1983 году. Историко-биографическая картина о русском путешественнике XVII века Семёне Дежнёве, первооткрывателе новых сибирских земель.

## Сюжет
Великий Устюг начала XVII века. Семён Дежнёв влюбляется в дочь богатого купца — Авдотью, но жених беден. Отец девушки ставит условие: Дежнёв должен поехать в Сибирь и разбогатеть — только тогда он получит согласие на женитьбу. Дежнёв соглашается и уезжает в Сибирь. Хотя он выдерживает испытание, но к Авдотье не возвращается. Он находит пролив «из тёплого моря в холодное»: из устья Колымы он доплывает до Тихого океана и открывает пролив между материками.
Фильм начинается и заканчивается чтением челобитной Дежнёва царю Алексею Михайловичу, в которой он просит царя смилостивиться: «Милосердый государь, повели выдать мне законное жалование за все прошлые годы чтобы мне, холопу твоему, в кабальных долгах убиту не быть, в конец не погибнуть, а дальше твои службы служить», а также не забыть «товарищей моих».

## В ролях
- Алексей Булдаков — Семён Дежнёв
- Леонид Неведомский — Михайло Стадухин
- Виктор Григорюк — Герасим Анкудинов
- Олег Корчиков — Федот Попов
- Маргарита Борисова — Абакаяда
- Иван Краско — купец Гусельников
- Ольга Сирина — Овдотьица
- Николай Гусаров — Тимошка
- Степан Емельянов — Атамай
- Геннадий Юхтин — Коткин
- Болот Бейшеналиев — Сахей
- Алиса Виноградова — эпизод
- Людмила Макарова — эпизод
- Юрий Новохижин — эпизод

## Съёмочная группа
- Николай Гусаров — Режиссёр
- Ярослав Филиппов — Сценарий
- Владимир Макеранец — Оператор
- Алексей Муравлёв — Композитор
- В фильме звучит музыка в исполнении «Ансамбля Дмитрия Покровского».

## Создание. Критика
Н. Гусаров видел свою задачу в том, чтобы рассказать о русских первопроходцах, имена которых, по его мнению, известны зрителю меньше, чем имя Колумба. Главными чертами своего героя Гусаров считал доброту и чувство справедливости. Он отказался от лубочности и сказочности и снимал в стиле психологической драмы, в жёсткой манере, чтобы показать трудности, которые испытал герой.
Съёмки фильма проходили под Свердловском, в Магадане, во Пскове, на Чукотке. Специально для съёмок на реке Чусовой была возведена крепость, а рабочие Соломбальской судостроительной верфи построили два парусника.
Кинокритик В. Кичин похвалил авторов фильма за историческую достоверность, тактично разработанные бытовые подробности вокруг исторических персонажей. Критик, с одной стороны, приветствовал отсутствие в фильме мифологизации и романтизации истории, с другой стороны, упрекнул авторов в том, что им не хватило свободы в обращении с материалом.